# Супрун Оксана Олександрівна

Могила Оксани Супрун і Анатолія Білостоцького

Окса́на Олекса́ндрівна Супру́н (14 жовтня 1924, Умань, Київська губернія, Українська СРР, СРСР — 1 травня 1990, Київ, Українська РСР, СРСР) — українська скульпторка.

## Біографія
Народилась 14 жовтня 1924 року в Умані (тепер Черкаська область, Україна). У 1951 році закінчила Київський художній інститут, навчалася у Галини Петрашевич та Макса Гельмана.
Померла 1 травня 1990 року. Похована в Києві на Байковому кладовищі (ділянка № 33).

## Родина
- Мати — Галина Петрашевич (1903—1999) — українська скульпторка, народна художниця УРСР.
- Чоловік — Анатолій Білостоцький (1921—1993) — український скульптор, народний художник УРСР.
- Син — Сергій Білостоцький (1952—2003) — український художник-монументаліст, графік.

## Відзнаки
Заслужений діяч мистецтв УРСР (з 1964 року). Нагороджена орденом «Знак Пошани».

## Твори
- «Партизанка» (1951).
- «Дружба» (1954).
- «Пісня» (1955).
- «Колгоспниця» (1957).
- «Майбутнє» (1960).
- Бюст І. Я. Франко на станції метро «Університет» у Києві (1960)
- «Думи» (1964).
- Портрет командира бронепоїзда Л. Мокієвської (1965).
- «Польова царівна» (1966—1967).
- «Хлібороб» (1969).
- Меморіальна композиція пам'яті поета-партизана М. Шпака (1975).
- «Літо» (1976).
- «Урожай» (1978).
- «Гімнастки» (1980—1981).

Твори, створені разом з Анатолієм Білостоцьким:
- Сюжетна група «Перед боєм. Богдан Хмельницький, Максим Кривоніс та Іван Богун» (1954).
- Пам'ятники:
  - Воїнам-односельчанам, які полягли на фронтах Великої Вітчизняної війни — у Золочеві (1951).
  - Учасникам Баштанського повстання 1919 року — у смт Баштанка Миколаївської області
  - Іванові Франку у Києві (відкрито 28 серпня 1956),
  - Тарасові Шевченку в Одесі (1966).
  - Володимирові Леніну в Чернігові (1967).
  - Леніну в Кам'янці-Подільському (у співавторстві з Галиною Кальченко та Анатолієм Білостоцьким; відкрито 14 квітня 1970, демонтовано 18 серпня 1992).

## Зображення

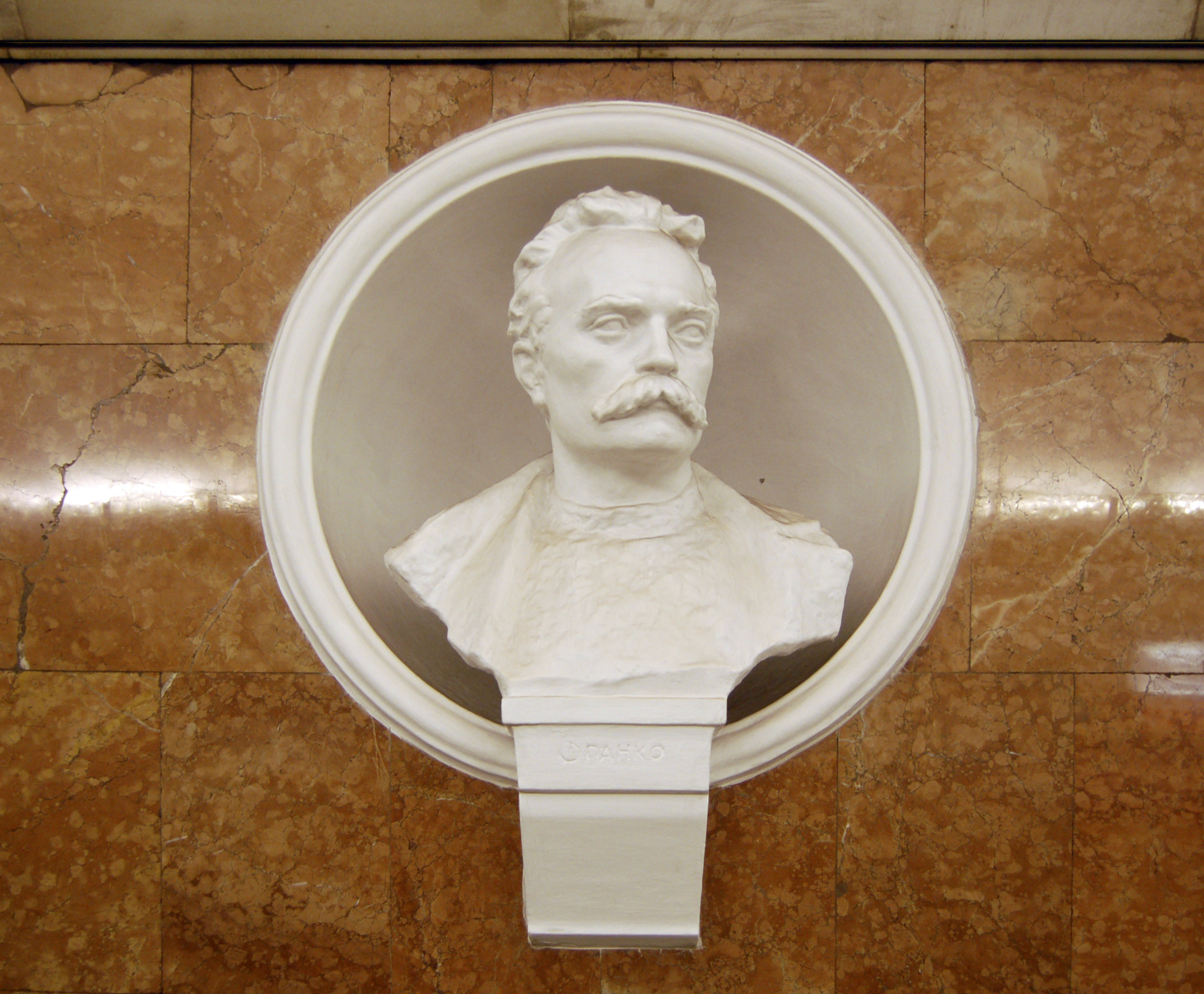
Бюст Івана Франко на станції метро «Університет» у Києві (1960)